# Ракетний удар по Мадждаль-Шамсу
27 липня 2024 року розривний снаряд потрапив до друзького населеного пункту Мадждаль-Шамс на півночі Голанських висот. Він вибухнув на футбольному полі, вбивши 12 підлітків та молодих людей віком від 10 до 16 років. Щонайменше 42 особи отримали поранення. Десятки інших із травмами різного ступеня тяжкості були доставлені до лікарень командами «Маген Давид Адом» та гелікоптерами Армії оборони Ізраїлю. Ізраїль звинуватив «Хезболлу», яка, у свою чергу, заявила, що вони атакували ізраїльську військову базу в цьому районі, і не робили удару по футбольному полю.
Атака сталася на тлі ширшої регіональної напруженості, коли «Хезболла», підтримувана Іраном, почала запускати ракети по північному Ізраїлю та Голанським висотам після нападу Хамаса на Ізраїль 7 жовтня 2023 року та наступної війни Ізраїлю з Хамасом, що викликало новий конфлікт між Ізраїлем. Хезболла». З жовтня 2023 90 000 ліванських мирних жителів та 60 000 ізраїльських мирних жителів було переміщено.
Хезболла використовувала для атаки передові ракети іранського походження, включаючи ракетну систему Falaq-1, у атаках на Ізраїль.

## Наслідки
Після атаки ізраїльські військові заявили, що завдали ударів по складах зброї та інфраструктурі «Хезболли» в Лівані, зокрема, в районах Чабріха, Бордж Ех Чемалі, Бекаа, Кафр Кіла, Хіам, Раб Ель Талатін та Тайр Харфа. Армія оборони Ізраїлю також заявила, що завдала артилерійського удару по місцю запуску снаряда.